# Andrijanič
Andrijanič je priimek v Sloveniji, ki ga je po podatkih Statističnega urada Republike Slovenije na dan 1. januarja 2010 uporabljalo 18 oseb in je med vsemi priimki po pogostosti uporabe uvrščen na 13.741. mesto.

## Znani nosilci priimka
- Boris Andrijanič (1910—1993), farmacevt in gospodarstvenik
- Mark Boris Andrijanič, predsednik Sveta za digitalizacijo pri vladi RS, minister "brez listnice" (2021)